# Der Spiegel

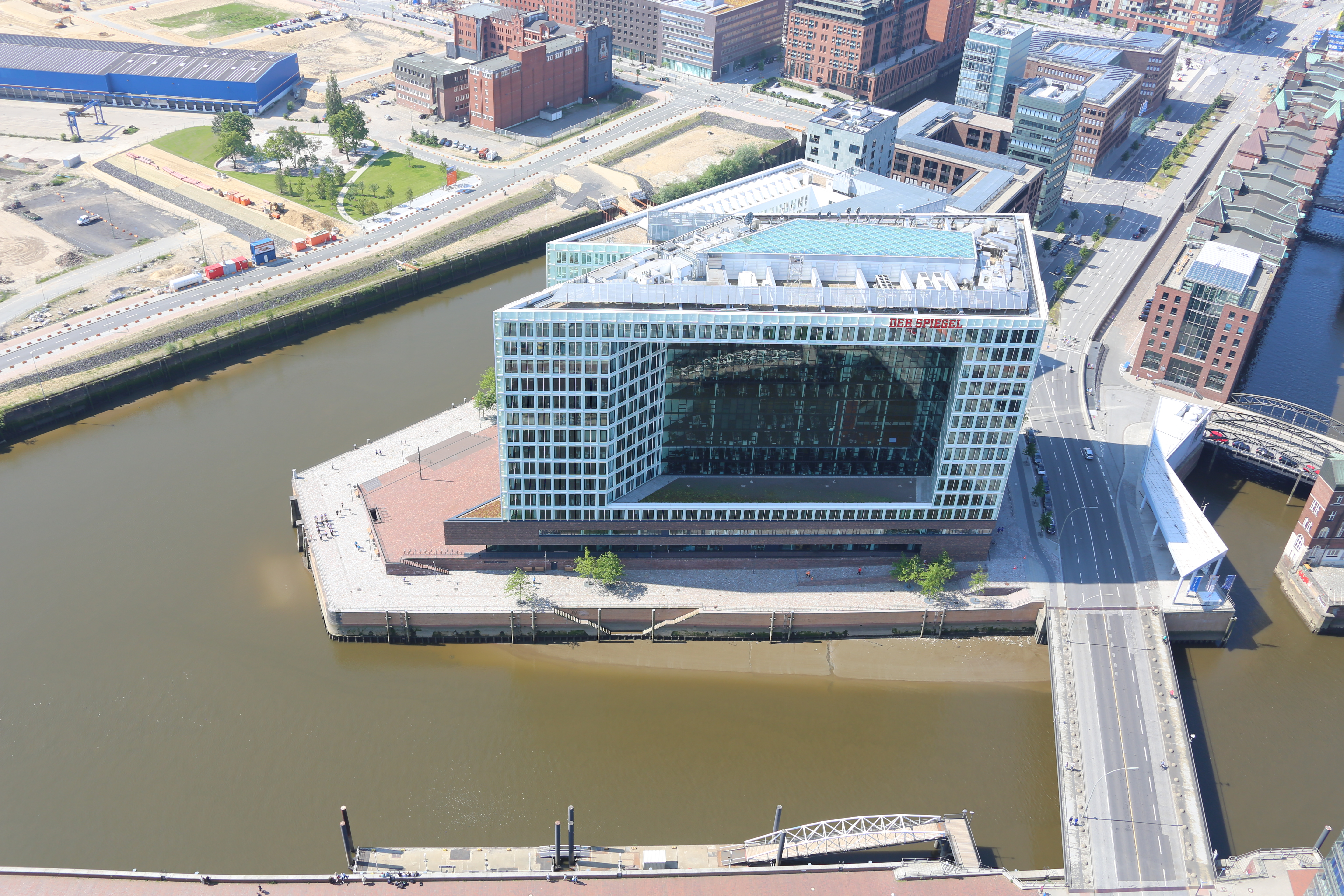
Das Spiegel-Gebäude in Hamburg

Der Spiegel (Eigenschreibweise DER SPIEGEL) ist ein deutsches Nachrichtenmagazin, das im Spiegel-Verlag in Hamburg erscheint.
Das gleichnamige Nachrichtenportal, das von 1994 bis 2020 Spiegel Online hieß, wird von einer Tochtergesellschaft des Spiegel-Verlags betrieben. Die beiden Gesellschaften gründeten im September 2019 eine Gemeinschaftsredaktion und nutzen seit Januar 2020 dieselbe Dachmarke.

## Profil
In der bundesdeutschen Pressegeschichte nehmen Der Spiegel und sein Gründer Rudolf Augstein eine wichtige Rolle ein. Das 1947 gegründete Blatt erlangte seine Bedeutung im Kampf für die Pressefreiheit (siehe Spiegel-Affäre) und durch die Enthüllung politischer Affären. Es ist Gründungsmitglied der 2016 initiierten European Investigative Collaborations (EIC). Journalisten stufen es als eines der deutschsprachigen Leitmedien ein.
Der Spiegel erscheint seit dem 4. Juli 2025 (Ausgabe 28/2025) freitags. Die digitale Ausgabe ist am Donnerstag um 13 Uhr erhältlich.
Zuvor erschien das Magazin von der Ausgabe 1/1947 bis zur Ausgabe 19/1949 am Samstag, von der Ausgabe 20/1949 bis zur Ausgabe 35/1950 am Donnerstag, von der Ausgabe 36/1950 bis zur Ausgabe 52/1965 am Mittwoch, von der Ausgabe 1/1966 bis zur Ausgabe 2/2015 am Montag und von der Ausgabe 3/2015 bis zur Ausgabe 27/2025 samstags (mit digitaler Ausgabe am Freitag um 13 Uhr).  Die Verlegung des Erscheinungstags auf Samstag wurde auf die wachsende Bedeutung von Sonntagszeitungen zurückgeführt.

## Auflage
Der Spiegel hat wie seine direkten Konkurrenten Focus und Stern in den vergangenen Jahren an Auflage eingebüßt. Die verkaufte Auflage ist seit 1998 um 38,1 Prozent gesunken. Sie beträgt gegenwärtig 654.531 Exemplare. Das entspricht einem Rückgang von 402.142 Stück. Der Anteil der Abonnements an der verkauften Auflage liegt bei 69,6 Prozent. Seit dem ersten Quartal 2014 ist auch die ePaper-Ausgabe in diesen Zahlen enthalten, deren verkaufte Auflage aktuell rund 180.000 Exemplare beträgt.
Die verkaufte Auflage überschritt im dritten Quartal 1980 erstmals die Millionengrenze und erreichte im ersten Quartal 1991 mit 1,212 Millionen Exemplaren ihren Höchststand.
| 1998    | 1999    | 2000    | 2001    | 2002    | 2003    | 2004    | 2005    | 2006    | 2007    | 2008    | 2009    | 2010   | 2011   | 2012   | 2013   | 2014   | 2015   | 2016   | 2017   | 2018   | 2019   | 2020   | 2021   | 2022   | 2023   | 2024   |
| ------- | ------- | ------- | ------- | ------- | ------- | ------- | ------- | ------- | ------- | ------- | ------- | ------ | ------ | ------ | ------ | ------ | ------ | ------ | ------ | ------ | ------ | ------ | ------ | ------ | ------ | ------ |
| 1056673 | 1020986 | 1010285 | 1106750 | 1085605 | 1108083 | 1075946 | 1042395 | 1026199 | 1006634 | 1046090 | 1016373 | 974638 | 927561 | 890874 | 842322 | 843085 | 796234 | 777877 | 730990 | 712268 | 691451 | 649235 | 699678 | 709732 | 684200 | 669506 |

| 1998   | 1999   | 2000   | 2001   | 2002   | 2003   | 2004   | 2005   | 2006   | 2007   | 2008   | 2009   | 2010   | 2011   | 2012   | 2013   | 2014   | 2015   | 2016   | 2017   | 2018   | 2019   | 2020   | 2021   | 2022   | 2023   | 2024   |
| ------ | ------ | ------ | ------ | ------ | ------ | ------ | ------ | ------ | ------ | ------ | ------ | ------ | ------ | ------ | ------ | ------ | ------ | ------ | ------ | ------ | ------ | ------ | ------ | ------ | ------ | ------ |
| 307783 | 318525 | 330368 | 360794 | 394007 | 432626 | 442663 | 454453 | 457894 | 474247 | 472882 | 474747 | 466556 | 449076 | 433428 | 414211 | 412063 | 381233 | 372905 | 364120 | 361819 | 362341 | 382272 | 428443 | 446195 | 439162 | 467611 |

## Geschichte

### Ursprünge

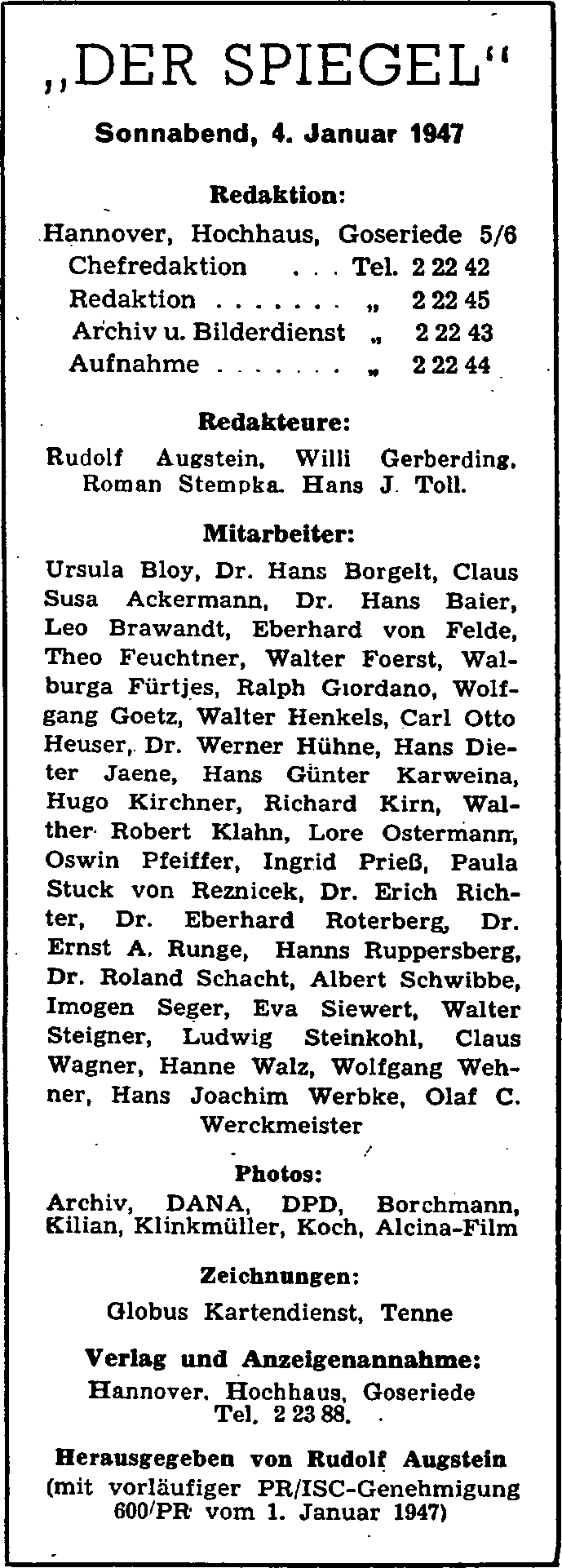
Das Impressum der ersten Ausgabe

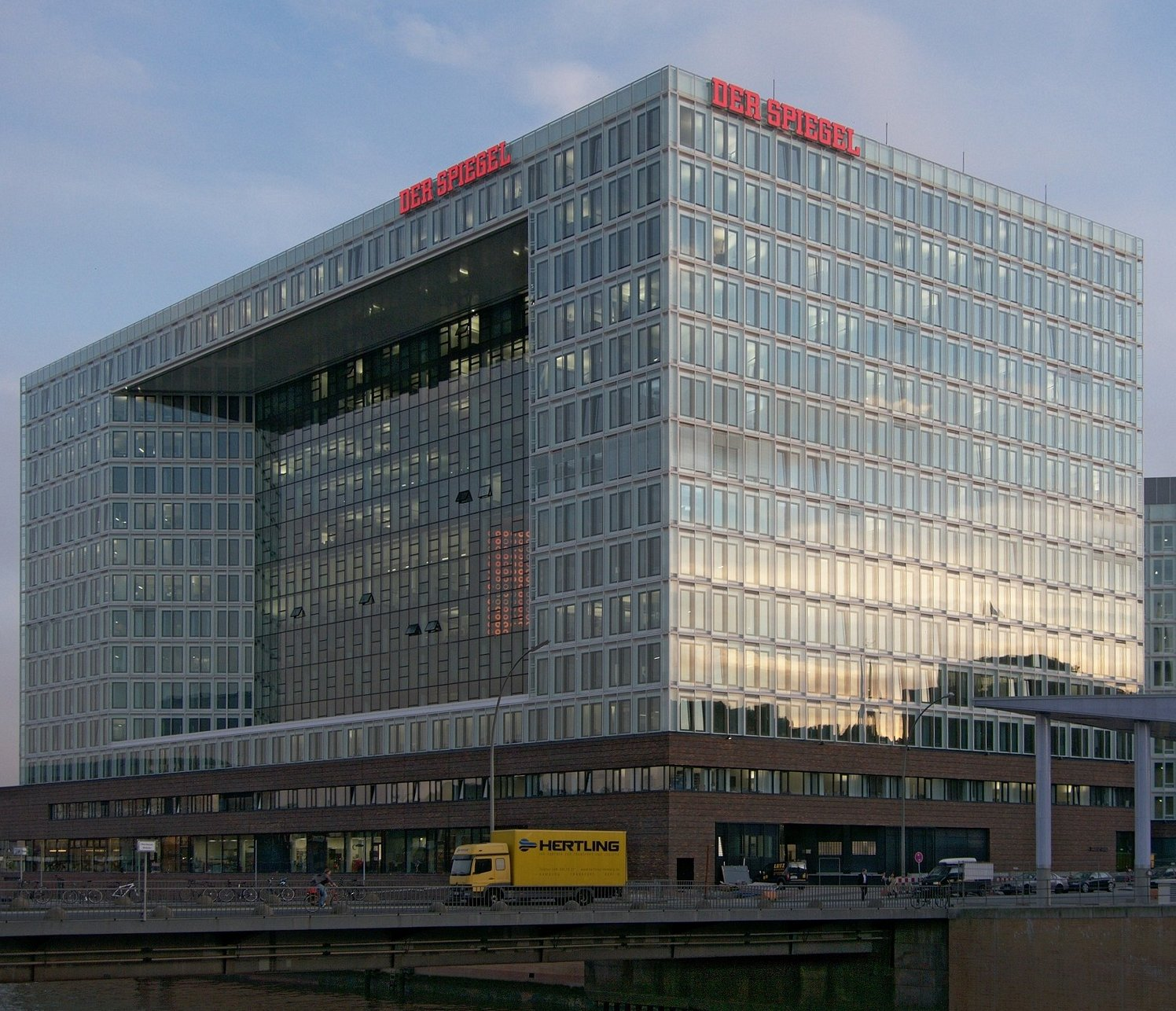
Der 2011 bezogene Neubau auf der Ericusspitze

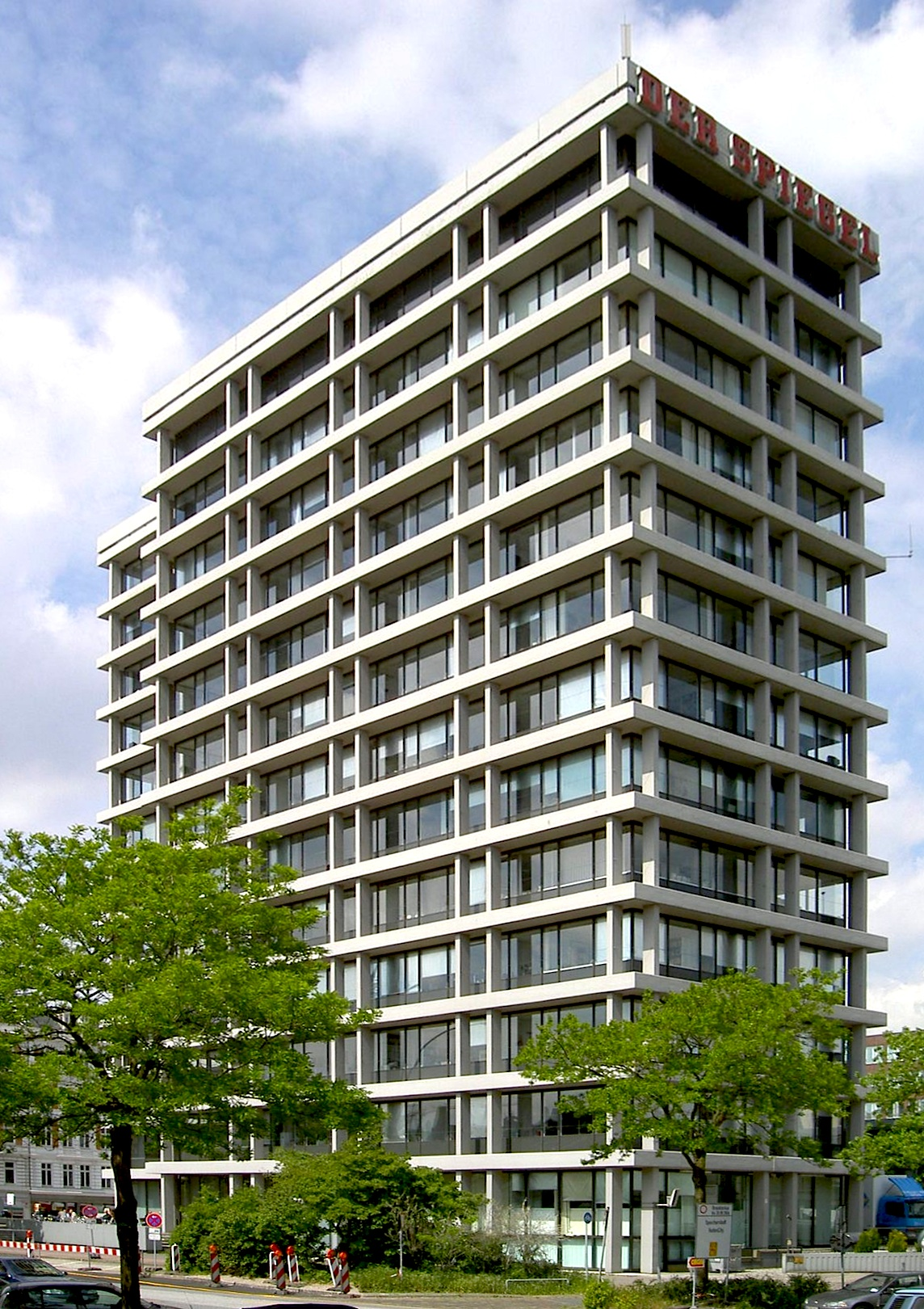
Das von 1969 bis 2011 vom Spiegel-Verlag genutzte Gebäude

Bereits vor dem Ersten Weltkrieg hatte Lion Feuchtwanger in München eine Zeitschrift unter dem Namen Der Spiegel herausgegeben. Sie fusionierte im November 1908 mit Siegfried Jacobsohns Schaubühne, steht allerdings nicht in Verbindung mit dem heutigen Nachrichtenmagazin Der Spiegel.
Die erste Ausgabe des Blattes erschien am 4. Januar 1947, einem Samstag, in Hannover. Unter dem Titel Diese Woche war bereits seit November 1946 in Hannover ein Vorläufer erschienen, der amerikanischen und britischen news magazines nachempfunden war und zunächst unter der Ägide der britischen Militärverwaltung stand. Die drei verantwortlichen Presseoffiziere waren John Seymour Chaloner, Henry Ormond und Harry Bohrer, letzterer als kommissarischer Chefredakteur. Mit der siebten Ausgabe wurde das Blatt in deutsche Hände übergeben.
Rudolf Augstein, der das Deutschland-Referat bei Diese Woche geleitet hatte, erhielt die Verlegerlizenz und übernahm das Magazin, das er alsbald Der Spiegel nannte, als Herausgeber und Chefredakteur. Die erste Ausgabe erschien im Januar 1947, wurde im hannoverschen Anzeiger-Hochhaus erstellt und erreichte eine Auflage von 15.000 Exemplaren – die Papierrationierungen der Briten verhinderten zunächst höhere Auflagen.
1949 beschloss die Redaktion das Spiegel-Statut:

„Alle im Spiegel verarbeiteten und verzeichneten Nachrichten, Informationen, Tatsachen müssen unbedingt zutreffen. Jede Nachricht und jede Tatsache ist […] peinlichst genau nachzuprüfen.“

Zur Verwirklichung dieses Anspruchs sollte das Spiegel-Archiv dienen, das später über Deutschland hinaus bekannt wurde und mit über 80 Mitarbeitern als weltweit größte Dokumentations- und Rechercheabteilung eines Nachrichtenmagazins gilt.
In der Nr. 35 vom 28. August 1948 schrieb der Spiegel „in allgemein beleidigendem Ton“ über den Thronwechsel der niederländischen Königin Wilhelmina zu Königin Juliana. Die britische Besatzungsmacht verbot den Spiegel für zwei Wochen, als die niederländische Regierung sich beschwerte. Daher erschien am 23. Oktober 1948 keine Ausgabe.

### 1950er Jahre
1950 deckte das Blatt auf, dass Bundestagsabgeordnete bei der Wahl der Bundeshauptstadt bestochen worden waren, damit sie für Bonn statt Frankfurt am Main stimmten. Augstein wurde im sogenannten Spiegel-Ausschuss als Zeuge vernommen, gab jedoch die Quellen für die Geschichte nicht preis und berief sich auf die journalistische Schweigepflicht.
1952 folgte die Schmeißer-Affäre. Hans-Konrad Schmeißer, ehemaliger Agent im französischen Geheimdienst, hatte behauptet, Bundeskanzler Adenauer, Ministerialdirektor Blankenhorn und Generalkonsul Reifferscheid seien für den französischen Geheimdienst tätig gewesen und hätten einen französischen Agenten mit geheimen Nachrichten versorgt. 1958 begann im Spiegel die Debatte um die Notstandsgesetze, aus denen später (1960, 1963, 1965) verschiedene Gesetzesentwürfe des Innenministers Gerhard Schröder wurden.
Schon in seiner Anfangszeit erlangte Der Spiegel große Bedeutung. Die Auflage stieg massiv: 1961 betrug sie 437.000 Exemplare. Mit dem wirtschaftlichen Erfolg stiegen auch die publizistische Macht und der politische Einfluss.

### Spiegel-Affäre
Am 10. Oktober 1962 erschien im Spiegel der Artikel Bedingt abwehrbereit, in dem der verantwortliche Redakteur Conrad Ahlers interne Dokumente der Bundeswehr zitierte und zu dem Schluss kam, die NATO und die Bundesrepublik könnten einem sowjetischen Angriff nicht standhalten. Am 26. Oktober 1962 wurden das Spiegel-Verlagsgebäude in Hamburg und die Redaktion in Bonn durchsucht. Es wurden Haftbefehle mit dem Vorwurf auf Verdacht des Landesverrats, landesverräterischer Fälschung und aktiver Bestechung ausgestellt. Bundesverteidigungsminister Franz Josef Strauß ließ Spiegel-Redakteur Conrad Ahlers in Spanien mit falschen Behauptungen durch die Polizei verhaften und nach Deutschland transferieren. Zwei Tage später stellte sich Rudolf Augstein der Polizei und wurde in Untersuchungshaft genommen. Weite Teile der Öffentlichkeit solidarisierten sich mit dem Nachrichtenmagazin, Studenten gingen für Augstein auf die Straße. Bundeskanzler Konrad Adenauer sagte im Bundestag unter heftigem Protest aus den Reihen der SPD und auch der FDP und unter Beifall der CDU, beim Spiegel habe sich ein „Abgrund von Landesverrat“ aufgetan. Nach 103 Tagen wurde Rudolf Augstein aus der Haft entlassen. 1963 sagte Strauß über das Blatt:

„Sie sind die Gestapo im Deutschland unserer Tage. Sie führen Tausende persönliche Akten. Wenn ich an die Nazi-Vergangenheit von Deutschland denke – fast jeder hat irgend etwas zu vertuschen, und das ermöglicht Erpressung… Ich war gezwungen, gegen sie zu handeln.“

Strauß musste im Anschluss an die Affäre zurücktreten. Er hatte derart vielfältig deutsches und internationales Recht gebrochen, insbesondere bei der Veranlassung der Verhaftung von Conrad Ahlers in Spanien, dass er politisch nicht zu halten war. Bundeskanzler Adenauer überstand die Affäre trotz des Votums „Abgrund an Landesverrat“ verhältnismäßig unbeschädigt, insbesondere auch deshalb, weil sein Verteidigungsminister ihn in erheblichem Umfang falsch informiert hatte und der Bundeskanzler sich darauf berief, er hätte seinem eigenen Minister wohl kaum misstrauen müssen.
Am 13. Mai 1965 lehnte der Bundesgerichtshof aus Mangel an Beweisen die Eröffnung des Hauptverfahrens gegen Ahlers und Augstein ab.
Die Affäre führte dazu, dass weite Kreise, besonders Angehörige der jungen Generation und der kritischen Intelligenz, sich für das Wochenmagazin als Garant der Meinungsfreiheit engagierten, und begründete den Mythos des Blattes.

### Weitere Entwicklung der 1960er Jahre
Am 5. August 1966 scheiterte eine Verfassungsbeschwerde des Spiegels gegen die Notstandsgesetze vor dem Bundesverfassungsgericht. 1969 betrug die Spiegel-Auflage 953.000 verkaufte Exemplare.

### 1970er Jahre

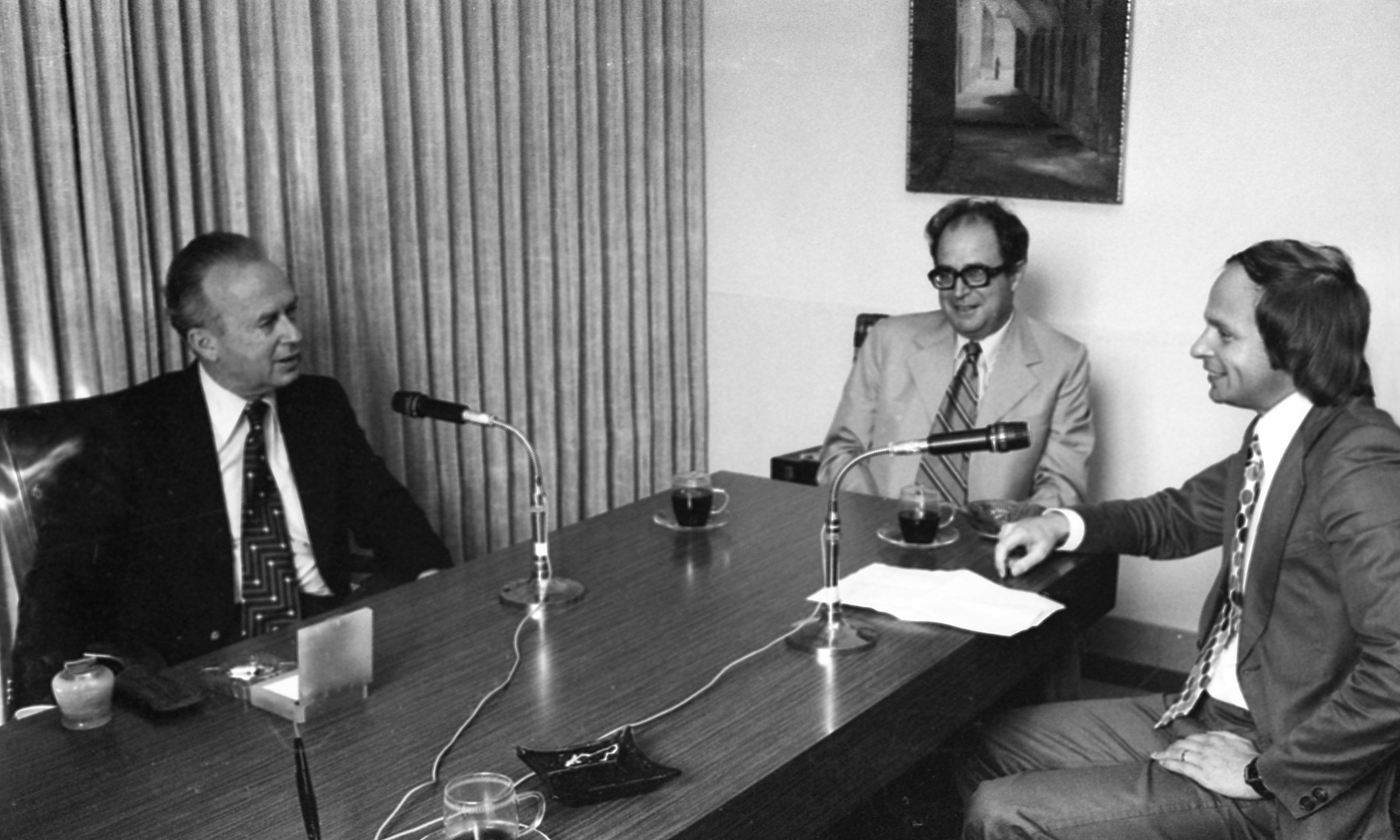
Spiegel-Interview mit Jitzchak Rabin, israelischer Premier, 1974

Das Blatt hatte Anfang der 1970er Jahre knapp 900 Beschäftigte, davon rund 400 in der Redaktion, 100 in der Dokumentation sowie knapp 400 in den kaufmännischen und technischen Abteilungen. 1970 wurde das Manager Magazin gegründet, das von einer Tochtergesellschaft der Spiegel-Gruppe herausgegeben wird. 1971/1972 wurde ein Mitbestimmungsmodell und mehr Demokratie innerhalb der Redaktion beschlossen; außerdem eine Gewinnbeteiligung. Einnahmen aus Anzeigen sanken. 1971 betrug die Anzahl der Leser rund sechs Millionen – das entsprach rund zwölf Prozent aller in der Bundesrepublik lebenden Menschen über 14 Jahre. Der Anteil der Auslandsauflage an der Gesamtauflage betrug 10 bis 15 Prozent – Der Spiegel ist seitdem eine Publikation mit intensiver Rezeption im Ausland. Die Auflage betrug 923.000 verkaufte Exemplare.
1974 nannte Willy Brandt das Magazin ein „Scheißblatt“. 1975 wurden Spiegel-Korrespondenten aus der DDR wegen „böswilliger Verletzung ihrer Rechtsvorschriften“ ausgewiesen. Im Januar 1978 schloss die DDR die Spiegel-Büros in der DDR, auch das in Ost-Berlin, nach einer kritischen Berichterstattung über Zwangsadoptionen und der Veröffentlichung des zweiten Teils des Manifests des Bundes Demokratischer Kommunisten Deutschlands, einem Dokument einer angeblichen Opposition innerhalb der SED. Die DDR wertete diese Veröffentlichungen als Einmischung in die inneren Angelegenheiten der DDR.
Das Blatt publizierte Vorabdrucke von und über den Dissidenten Rudolf Bahro, Die Alternative (EVA) und Elemente einer neuen Politik (Olle & Wolter), Antworten auf Bahro (Olle & Wolter) und machte damit seinen systemkritischen Ansatz einem größeren Publikum bekannt.

### 1980er Jahre
Das Blatt deckte diverse deutsche Staats- und Wirtschaftsaffären auf, zum Beispiel 1982 die Flick- und Neue-Heimat-Affäre und 1987 die Barschel-Affäre. Die Behandlung der Barschel-Affäre durch den Spiegel ist umstritten. 1988 deckte er die co-op-Affäre auf.

### Frühe 1990er Jahre
Am 18. Januar 1993 erschien die erste Ausgabe des Focus, nach Aussage des Chefredakteurs Helmut Markwort als „Konkurrenz-, nicht Gegenmedium zum Spiegel“. Danach kam es zu deutlich wahrnehmbaren Veränderungen. Focus wurde bewusst als Gegenpol und Alternative zum Spiegel konzipiert; nachweisbar ist das insbesondere an der politischen Linie und dem vergleichsweise schonenden Umgang mit den Anzeigenkunden. Uli Baur, neben Markwort Chefredakteur des Focus, fasste die redaktionelle Linie des Focus unter Bezugnahme auf das bekannte Augstein-Zitat („[…] im Zweifelsfalle links“) deutlich zusammen: „Wenn Der Spiegel im Zweifel links ist, sind wir im Zweifel rechts.“
Spiegel erlitt einen Auflagenverlust von mehr als zehn Prozent und einen Rückgang der verkauften Anzeigenseiten um mehr als zwölf Prozent. 1995 lag die Anzahl der Leser bei über sieben Millionen. Es entstanden Spiegel TV und Spiegel Special, die ein Fünftel des Spiegel-Umsatzes von 542 Millionen D-Mark (1996) generierten. Der Spiegel war im ersten Halbjahr 1996 „die deutsche Zeitschrift mit den höchsten Einnahmen aus Vertrieb und Anzeigen“. Erzielt wurden Bruttoeinnahmen von 330,7 Millionen D-Mark, das war knapp eine Million mehr als der Stern (Platz 2) erzielen konnte und lag noch vor Bild am Sonntag (Platz 3) und Focus. Im Januar 1997 feierte Der Spiegel 50. Geburtstag. Bis dahin waren 2.649 Ausgaben erschienen. Der Verlag aktualisierte das Layout, das seitdem durchgehend farbig ist.

### Ära Stefan Aust

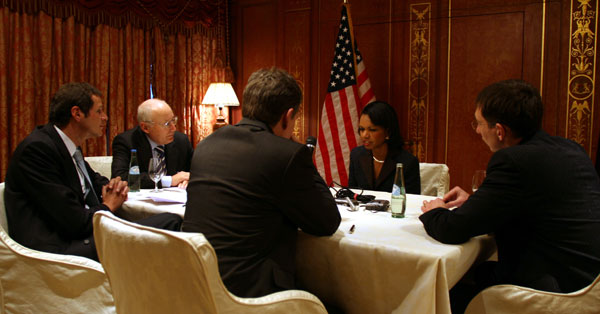
Spiegel-Interview in Berlin mit der damaligen US-Außenministerin Condoleezza Rice

Ab Ende der 1990er Jahre, unter dem Chefredakteur Stefan Aust und möglicherweise auch unter dem Eindruck der Konkurrenz, verzeichneten Beobachter eine Hinwendung des Spiegels zu liberalen Standpunkten.
Als mit der Bundestagswahl 1998 Helmut Kohl abgewählt wurde, kam es zur ersten rot-grünen Koalition auf Bundesebene. Vieles in Politik und Gesellschaft änderte sich. Das Internet gewann an Bedeutung und die Dotcom-Blase bildete sich.
Kritiker hielten dem Blatt vor, boulevardesker geworden zu sein und an analytischer Tiefe verloren zu haben. Die Artikel wurden aber nicht kürzer oder weniger aktuell. Vor der Bundestagswahl 2005 wurde dem Blatt „Wahlhilfe“ für das bürgerliche Lager um Angela Merkel attestiert. Auf die Frage, mit welcher Partei sie sympathisieren, antworteten 2005 die befragten Spiegel-Leser zu 36 Prozent CDU/CSU, zu 28 Prozent SPD, zu 18 Prozent Die Grünen, zu 7 Prozent FDP und zu 5 Prozent Linkspartei.PDS.
Laut einer Umfrage unter 1536 deutschen Journalisten im Frühjahr 2005 soll sich der Einfluss des Magazins verringert haben. 33,8 Prozent der Befragten bezeichneten das Blatt weiterhin als ihr Leitmedium, während für die Süddeutsche Zeitung 34,6 Prozent votierten. 1993 hatten noch zwei Drittel der befragten Journalisten für den Spiegel als Leitmedium gestimmt.
Seit 1996 veranstaltet das Magazin den jährlichen Spiegel-Wettbewerb für Schülerzeitungen.
Im Jahr 2002 wurde der Spiegel-Shop gegründet, dessen Geschäftszweck die Vermarktung von Nebenprodukten des Spiegel-Verlags und weiterer Medien ist.
Seit dem 24. Oktober 2002 gibt es das Blatt auch als digitale Ausgabe im Portable Document Format.
Am 7. November 2002 starb Herausgeber Rudolf Augstein. Er wird auch postum als offizieller Herausgeber genannt.
Am 6. August 2004 verkündete der Verlag, gemeinsam mit der Axel Springer AG, zur traditionellen deutschen Rechtschreibung zurückkehren zu wollen. Dieses Vorhaben wurde aber nicht umgesetzt; am 2. Januar 2006 wurde die reformierte Rechtschreibung entsprechend den Empfehlungen des Rates für deutsche Rechtschreibung weitgehend übernommen.

### Doppelspitze Mascolo und Müller von Blumencron
Am 16. November 2007 gab der Spiegel-Verlag bekannt, dass der am 31. Dezember 2008 auslaufende Vertrag von Stefan Aust nicht verlängert wird. Am 5. Februar 2008 wurde er freigestellt und Georg Mascolo, bis dahin Leiter des Hauptstadtbüros, und Mathias Müller von Blumencron, bis dahin Chefredakteur von Spiegel Online, zu seinen Nachfolgern ernannt.
Mit Spiegel Wissen startete der Verlag im Februar 2008 in Kooperation mit der Wissen Media Group eine Internetplattform, die Inhalte des Nachrichtenmagazins Der Spiegel, von Spiegel Online, der Wikipedia und Bertelsmann-Lexika und -Wörterbücher zusammenfasste. Dort wurden außerdem kostenlos fast alle seit 1947 veröffentlichten Spiegel-Artikel bis auf jene der beiden aktuellen Ausgaben angeboten. Seit 2009 wurde der Großteil des Angebots von Spiegel Wissen, insbesondere das Heftarchiv, in den Auftritt von Spiegel Online integriert. Im November 2013 konnten die Spiegel-Artikel im Archiv bis auf die vergangenen zwölf Monate kostenlos gelesen werden.
Im September 2009 startete die Kinderzeitschrift Dein Spiegel. Im Februar 2011 wurden die Zuständigkeiten innerhalb der doppelköpfigen Chefredaktion neu verteilt: Mascolo übernahm die Alleinverantwortung für das Nachrichtenmagazin Der Spiegel und Müller von Blumencron die Verantwortung aller digitalen Aktivitäten, einschließlich von Spiegel Online. Nach der im März 2012 veröffentlichten Studie „Medienmarken als Arbeitgeber 2012“ der Fachzeitung Horizont gilt Der Spiegel unter den Beschäftigten der Medienbranche als bester Arbeitgeber unter allen deutschen Zeitschriften und Zeitungen.
Der im September 2011 bezogene Neubau auf der Ericusspitze ist seit 2012 auch Unternehmenssitz der Spiegel-Gruppe.
Am 9. April 2013 wurden Mascolo und Müller von Blumencron „wegen unterschiedlicher Auffassungen zur strategischen Ausrichtung mit sofortiger Wirkung abberufen und beurlaubt“.

### Wolfgang Büchner
Nach dem Ausscheiden von Mascolo und Müller von Blumencron wurde der bisherige dpa-Chefredakteur Wolfgang Büchner am 1. September 2013 Chefredakteur des Spiegels und von Spiegel Online. Er kündigte im Dezember 2013 an, dass das gedruckte Heft von 2015 an nicht mehr montags, sondern samstags erscheinen werde.
Die Entscheidung Büchners, Nikolaus Blome als stellvertretenden Chefredakteur von der Bild-Zeitung zum Spiegel zu holen, sorgte für Kritik bei Mitgliedern der Mitarbeiter KG, die auf ihr Mitspracherecht bei der Berufung von stellvertretenden Chefredakteuren bestand, und bei den Ressortleitern, die die Berufung Blomes ablehnten. Büchner einigte sich daraufhin mit der Mitarbeiter KG und den Ressortleitern, dass Blome Mitglied der Chefredaktion und nicht stellvertretender Chefredakteur wird.
2014 wurde ein „Labor für multimediales Storytelling“ gegründet, in dem Mitarbeiter aller Sparten regelmäßig zusammenkamen, um Strukturen für Multi-Format Publishing und Datenjournalismus zu entwickeln. Maßgeblich an der Gründung beteiligt war Cordt Schnibben.
Im August 2014 protestierten die Printredakteure gegen Büchners Reformkonzept Spiegel 3.0, bei dem die Print- und die Online-Ressorts eine gemeinsame Ressortleitung bekommen sollten. Die Gesellschafter des Verlags unterstützten die Pläne Büchners, forderten jedoch, dass sich Büchner mit den Printredakteuren einigt.

### Klaus Brinkbäumer
Wolfgang Büchner verließ den Spiegel zum 31. Dezember 2014. Sein Reformkonzept Spiegel 3.0 wurde nicht umgesetzt. Am 13. Januar 2015 wurde der bisherige stellvertretende Chefredakteur Klaus Brinkbäumer zum Chefredakteur des Spiegels und Herausgeber von Spiegel Online ernannt. Im Mai 2015 verließ auch Nikolaus Blome den Spiegel.
Am 3. Juli 2015 erstattete Der Spiegel bei der Bundesanwaltschaft in Karlsruhe Anzeige wegen des „Verdachts der geheimdienstlichen Agententätigkeit und der Verletzung des Fernmeldegeheimnisses“, weil man davon ausgehe, von US-Geheimdiensten abgehört worden zu sein.
Am 1. Dezember 2015 kündigte der Spiegel-Verlag an, dass bis 2018 von 727 Vollzeitstellen 147 abgebaut werden sollten. Im Frühjahr 2016 erschien der Spiegel in Nordrhein-Westfalen testweise mit einem Regionalteil.
Ab dem 27. Juni 2016 wurden unter der Marke Spiegel Plus einzelne Artikel des Spiegels und von Spiegel Online auf Spiegel Online zum Kauf angeboten und am 16. Mai 2017 startete die von Spiegel und Spiegel Online gemeinsam herausgegebene digitale Abendzeitung Spiegel Daily.
Am 13. September 2016 erschien die erste Ausgabe der Zeitschrift SPIEGEL Spezial. In der in der Regel jährlich erscheinenden Zeitschrift widmen sich laut Verlag Spiegel-Redakteure in Beiträgen, Reportagen und Interviews intensiv einem gesellschaftlich relevanten Thema.
Zum 28. Mai 2018 wurden Spiegel Plus, Spiegel Daily und die digitale Ausgabe des Spiegels zu Spiegel+ zusammengelegt.

### Chefredaktionsteams
Am 22. August 2018 gab der Spiegel-Verlag bekannt, dass Klaus Brinkbäumer am 1. Januar 2019 von einem Chefredakteursteam bestehend aus dem bisherigen Chefredakteur des Manager Magazins Steffen Klusmann als Vorsitzenden, der bisherigen Chefredakteurin von Spiegel Online Barbara Hans und dem bisherigen Spiegel-Reporter Ullrich Fichtner abgelöst werde. Die Auflage des Spiegels war zuvor innerhalb von drei Jahren um 118.000 Exemplare gesunken. Außerdem gab es unterschiedliche Auffassungen, wie die Print- und die Online-Redaktion zusammengeführt werden sollen, und Brinkbäumer wurde ein schwacher Führungsstil vorgeworfen. Am 15. Oktober 2018 gab der Spiegel-Verlag bekannt, dass Brinkbäumer ab sofort nicht mehr Chefredakteur sei und seine Stellvertreter bis Jahresende seine Aufgaben übernähmen.
Die Ernennung von Fichtner zum Chefredakteur wurde bis zum Abschluss der Untersuchung des Fälschungsskandals um Claas Relotius ausgesetzt. Als Leiter des Gesellschaftsressorts hatte er Relotius 2014 zum Spiegel geholt und bis 2016 seine Arbeiten betreut.
Am 20. März 2019 teilte der Spiegel-Verlag mit, dass Fichtner nicht Chefredakteur werde. Stattdessen wurde am 16. April 2019 Clemens Höges zum Chefredakteur ernannt.
Hans verließ am 30. April 2021 den Spiegel. Zu ihren Nachfolgern wurden am 5. Mai 2021 Melanie Amann und Thorsten Dörting berufen.
Im Mai 2023 wurde Dirk Kurbjuweit Chefredakteur.

## Kritik und Kontroversen

### Vorwurf der Demokratiegefährdung
1956/1957, rund zehn Jahre nach der Gründung des Blattes, verfasste Hans Magnus Enzensberger eine kritische Analyse über Die Sprache des Spiegel, in der er eine Reihe von Thesen aufstellte: Das deutsche Nachrichtenmagazin sei im Grunde kein Nachrichtenmagazin, da es seinen Informationsgehalt in die Form von „Storys“ kleide, Der Spiegel übe nicht Kritik, sondern deren Surrogat, der Leser des Spiegels werde nicht orientiert, sondern desorientiert. Diese kritische Einstellung revidierte Enzensberger auch nach der Spiegel-Affäre nicht; er sah das Magazin weiterhin als latente Gefahr für die deutsche Demokratie. Dennoch hatte er in den 1950er Jahren betont, Der Spiegel sei unentbehrlich, solange es in der Bundesrepublik kein kritisches Organ gebe, das ihn ersetzen könne.

### Berichterstattung zum Klimawandel
Der Medienwissenschaftler Bernhard Pörksen untersuchte  2024 die Spiegel-Berichterstattung zum Klimawandel und kam zum Ergebnis, dass das Magazin im Laufe der Jahrzehnte bis ca. 2019 merkwürdig und widersprüchlich berichtet habe. Pörksen berichtet in seiner Analyse von "großartigen, visionären Reportern und von grandios gelungener Berichterstattung", weist aber zugleich darauf hin, dass es genauso zu "bizarren Fehleinschätzungen und einem dunkel schillernden Aktivismus" gekommen sei, der darauf abzielte, "die Gefahren der Erderhitzung kleinzureden und die Warner – manchmal mithilfe von bestellt wirkenden Provokationen – anzugreifen".
Bis 2019 habe es bei der Klimaberichterstattung keine einheitliche Linie gegeben, stattdessen hätten einzelne Spiegel-Autoren immer wieder "Verniedlichungs- und Verharmlosungs-Aktivismus" betrieben oder eine "provokativ klingende Quatschthese", die man zur (Klimawandel)-Entwarnung instrumentalisieren konnte, "großflächig präsentiert". Unter anderem gab der Spiegel demnach 2007 dem Biologen Josef Reichholf in einem langen Interview ausführlich Raum, seine These zu präsentieren, dass der Klimawandel gut für die Artenvielfalt sei oder ließ Bjørn Lomborg 2009 einen Gastartikel zur UN-Klimakonferenz in Kopenhagen 2009 verfassen, in dem dieser schrieb: "Scheitern wäre ein Erfolg. Warum die Menschheit den Klimaschutz vertagen sollte." Auch als Fritz Vahrenholt 2012 erklärte "Die Klimakatastrophe findet nicht statt", den "Weltklimarat" IPCC angriff und prophezeite, dass die Welt sich abkühle, erhielt er 2012 ein ausführliches Interview mit Titel "Wir werden hinters Licht geführt". Negativ hebt Pörksen zudem hervor, dass der Spiegel beginnend mit dem Jahr 2003 immer wieder und teils sogar anlasslos Hans von Storch interviewt habe, und damit einen Klimaforscher, "der die Politisierung von Forschung kritisiert, aber sie gleichzeitig offensiv betreibt". Dabei sei das erste Interview nur der Beginn für eine ganze Artikelserie mit "Endlos-Recycling von Verniedlichungsparolen" gewesen, bei denen von Storch in "handzahm geführten Wohlfühlinterviews" als "opportuner Zeuge" für die von den Autoren gewünschten Einordnungen herangezogen wurde. 2020 wurde sogar ein aus dem Jahr 2019 stammendes Interview, bei dem von Storch u. a. Greta Thunberg angriff, um "polemischen Zusatzattacken" ergänzt neu publiziert, was Pörksen als "Lehrbuchbeispiel" für "instrumentelle Aktualisierung". Ziel dieser journalistischen "Grenzüberschreitung" sei es gewesen, "hochziehen, was man hören will" und "niedermachen, was einem missfällt", jedoch "ohne jedoch die persönlich-private Meinungsmache als solche auszuflaggen". Insbesondere kritisiert Pörksen die "Vermischung von Meinung", die in den Kommentarbereich gehöre, und vermeintlicher Realitätsanalyse der Autoren.
Beginnend mit dem Jahr 2019 sei - nicht zuletzt durch personelle Veränderungen in der Autorenschaft - diese Form der Klimaberichterstattung aufgegeben worden und es sei zu einem "Aufbruch" mit programmatischer Innovation und dem "Abschied vom Schlingerkurs der Vergangenheit" gekommen. Dabei habe der Spiegel u. a. einen "Climate Desk" eingerichtet und beschäftige inzwischen sogar "einige der besten Klimareporterinnen und -reporter des Landes". Problematisch sein allerdings, dass nur Susanne Götze sich ausschließlich um die Erderwärmung kümmere, andere Journalisten jedoch noch weitere Themengebiete bearbeiteten und durch die Vielzahl an Weltkrisen oft anderweitig beschäftigt seien. Zudem sei der deutsche Investigativjournalismus generell "im internationalen Vergleich klimapolitisch total unterbelichtet".

### Berichterstattung zu AIDS
Die Berichterstattung des Magazins über die Krankheit AIDS wurde teilweise als „unangemessen“ kritisiert. Der Sexualwissenschaftler Volkmar Sigusch bezeichnete diese Form der Berichterstattung als „erschütternd“ und „Versagen jener Presse, die zwischendurch auch einmal liberal war“. Andere warfen dem Blatt vor, durch seinen Umgang mit Fallzahlen Panik zu verbreiten und, durch redaktionelle Aussagen wie „wenn erst Kinder an AIDS sterben werden, Frischoperierte, Unfallopfer, Krankenhauspatienten, ohne jedes Stigma also“ oder durch Veröffentlichung entsprechender Leserbriefe, Kranke, Betroffene und Infizierte zu stigmatisieren.
Allerdings diente das „Leitmedium Spiegel“ in Untersuchungen oft als Vorzeigeobjekt, an dem Kritik festgemacht wurde, die so auch auf vielen anderen Medien zu finden war. Außerdem erhielt Der Spiegel 1987 für eine Reportage auch den ersten Medienpreis der Deutschen AIDS-Stiftung, der für Arbeiten ausgelobt wird, „die sachkundig über HIV/AIDS berichten und damit zur Solidarität mit Betroffenen beitragen“.

### Umgang mit NS-Vergangenheit im eigenen Magazin
Nachdem der Medienforscher Lutz Hachmeister die Tätigkeit ehemaliger SS-Offiziere als Spiegel-Redakteure und Serienautoren für den frühen Spiegel belegen konnte, so zum Beispiel die Autorenschaft des Kriminalrates und SS-Hauptsturmführers Bernhard Wehner für die am 29. September 1949 startende 30-teilige Spiegel-Serie „Das Spiel ist aus – Arthur Nebe“, geriet das Magazin 2006 verstärkt in die Kritik, weil es seine eigene NS-belastete Vergangenheit nicht ausreichend reflektiert habe. So bemängelte die Süddeutsche Zeitung in einem ganzseitigen Beitrag ebenso wie das medienpolitische ver.di-Magazin M, dass die Rolle des ehemaligen Pressechefs im NS-Außenministerium und SS-Obersturmbannführers Paul Karl Schmidt alias Nachkriegsbestsellerautor Paul Carell als Serienautor des Magazins marginalisiert und die Tatsache, dass die SS-Hauptsturmführer Georg Wolff und Horst Mahnke in den 1950er Jahren zu leitenden Redakteuren avancierten, von dem sonst NS-kritischen Magazin ausgeblendet worden sei. Erst 2014 wurde bekannt, dass auch der langjährige Chef vom Dienst des Spiegels Johannes Matthiesen als ehemaliger SS-Untersturmführer sowie der Redakteur Kurt Blauhorn als früherer NS-Propagandist einschlägig vorbelastet waren.
Schon im Jahr 2000 hatte die Neue Zürcher Zeitung Augstein vorgeworfen, ehemaligen Nationalsozialisten bewusst die Möglichkeit gegeben zu haben, wieder gesellschaftsfähig zu werden. Zudem soll er im Falle des Reichstagsbrandes mit dazu beigetragen haben, die kontroverse Alleintäterthese als allein gültig darzustellen. 2011 behauptete Peter-Ferdinand Koch, Rudolf Augstein sei mit den ehemaligen SS-Offizieren eine bewusste Kooperation eingegangen:

„Eine ‚beschönigende Vergangenheitsbewältigung‘ und die ‚öffentliche Rehabilitierung‘ ausgewählter SS-Größen seien dabei laut Koch der Preis dafür gewesen, von der ‚verschworenen Himmler-Garde‘ den Stoff zu bekommen, mit dem sich Auflage machen ließ.“

### Berichterstattung über den GSG-9-Einsatz in Bad Kleinen
Nach dem GSG-9-Einsatz in Bad Kleinen im Jahr 1993 berichtete der Spiegel-Journalist Hans Leyendecker in einer Titelgeschichte, dass der kampfunfähige RAF-Terrorist Wolfgang Grams aus nächster Nähe durch einen Polizeibeamten exekutiert worden sei. Er berief sich dabei auf einen anonymen Informanten, der ein am Einsatz beteiligter Polizeibeamter sei. Daraufhin trat Bundesinnenminister Rudolf Seiters zurück und Generalbundesanwalt Alexander von Stahl wurde in den Ruhestand versetzt. Die Ermittlungen der Staatsanwaltschaft ergaben später, dass sich Grams selbst erschossen hatte. Das Oberlandesgericht Rostock äußerte Zweifel, ob Leyendecker Kontakt zu einem am Einsatz beteiligten Polizeibeamten hatte. Auf Anregung von Alexander von Stahl begann die Aufklärungskommission des Fälschungsskandals um Claas Relotius im Dezember 2019 eine Untersuchung, ob Leyendecker Kontakt zu einem am Einsatz beteiligten Polizeibeamten hatte oder die Titelgeschichte auf einem anonymen Anruf basierte. Der Aufklärungskommission liegt das Tonbandprotokoll eines anonymen Anrufs vor, bei dem sich der Anrufer als ein am Einsatz beteiligter Polizeibeamter ausgab. Der Anrufer soll aber laut Leyendecker nicht der Informant aus der Titelgeschichte gewesen sein. Eine Untersuchung kam zu dem Ergebnis, dass die Aussagen des Informanten aus der Titelgeschichte und die des Anrufers identisch sind. Leyendecker zufolge sollen die beiden sich abgesprochen haben. Im Oktober 2020 wurde der Abschlussbericht der Aufklärungskommission veröffentlicht. Während der damalige Chefredakteur Hans Werner Kilz die Aussage über den zweiten Informanten bestätigte, sprachen laut der Aufklärungskommission die Aussagen von weiteren Spiegel-Redakteuren, der Gesprächsverlauf des Telefongesprächs, die Übereinstimmung beider Aussagen und das jahrelange Schweigen Leyendeckers über eine mögliche zweite Quelle gegen die Existenz eines zweiten Informanten. Sie kam zu dem Ergebnis, dass Leyendeckers Version mit großer Wahrscheinlichkeit nicht die tatsächlichen Abläufe wiedergibt.

### Vorwurf des Antisemitismus
Am 22. Dezember 2006 brachte Der Spiegel eine Titelgeschichte des Redakteurs Matthias Schulz mit dem Titel Das Testament des Pharao heraus, die sich stark auf angeblich durch den deutschen Ägyptologen Jan Assmann aufgestellte Thesen berief und in der unter anderem behauptet wurde, die Juden hätten den Monotheismus von Echnatons Amarna-Religion „abgekupfert“. Assmann protestierte daraufhin zuerst in einem offenen Brief an die Spiegel-Redaktion und dann in einem Interview in der Welt „in aller Schärfe“ gegen die Verwendung seines Namens in dem Spiegel-Artikel, den er als „ungenießbare und antisemitische Suppe“ bezeichnete. Gleichzeitig wies Assmann die Kernthesen des Artikels zurück. Der jüdische Erziehungswissenschaftler Micha Brumlik zeigte sich empört, dass „der Chefredakteur eines bislang angesehenen Magazins der Republik ausgerechnet zu Weihnachten die bislang antisemitischste Titelgeschichte beschert hat“.
In der Ausgabe 29/2019 vom 12. Juli 2019 erschien ein Artikel der Autoren Matthias Gebauer, Ann-Katrin Müller, Sven Röbel, Raniah Salloum, Christoph Schult und Christoph Sydow mit dem Titel „Gezielte Kampagne“. Darin wird den Vereinen WerteInitiative. jüdisch-deutsche Positionen und Nahost Friedensforum (NAFFO) vorgeworfen, Bundestagsabgeordnete vor der Verabschiedung der Resolution, welche die Kampagne Boycott, Divestment and Sanctions (BDS) als antisemitisch verurteilte, mit aggressiver Lobbyarbeit und Geldspenden massiv beeinflusst zu haben. Die Autoren spekulierten, dass die beiden Vereine vom israelischen Ministerium für strategische Angelegenheiten finanziert werden und in dessen Auftrag handeln würden. Auch eine Beteiligung des Mossad wurde für möglich gehalten. Die Überschrift der Onlineversion lautete zunächst „So steuern zwei Vereine die deutsche Nahostpolitik“ und wurde kurz nach der Veröffentlichung zu „Wie zwei Vereine die deutsche Nahostpolitik beeinflussen wollen“ geändert.
Der Artikel rief in zahlreichen Medien heftige Kritik hervor. So erschien unter anderem in der Frankfurter Allgemeinen Zeitung der Artikel „Wegbereiter des Judenhasses“, in der Welt der Artikel „‚Der Spiegel‘ und das gefährliche Spiel mit den Israel-Freunden“, in der Neuen Zürcher Zeitung der Artikel „Wo Fakten nicht reichen, behilft man sich mit Andeutungen: Wie der «Spiegel» antiisraelische Verschwörungstheorien nährt“ und in der Jüdischen Allgemeinen der Artikel „Das Gerücht von der jüdischen Lobby“. Auch die israelischen Tageszeitungen Jerusalem Post und Haaretz berichteten über den Artikel. Kritisiert wurde, dass der Artikel antisemitische Klischees bedienen würde wie das von der allmächtigen jüdischen Weltverschwörung und für die vermutete Verbindung zur israelischen Regierung keine Belege angegeben wurden. Außerdem würde man die beiden Vereine strenger bewerten als andere Interessensverbände. Die Spiegel-Chefredaktion bestehend aus Steffen Klusmann, Barbara Hans und Clemens Höges wies die Kritik in einer Stellungnahme zurück. Man würde die beiden Vereine so behandeln wie alle anderen Interessensverbände und auch legale Lobbytätigkeit sollte kritisiert werden dürfen. Außerdem habe man keine antisemitischen Klischees bedient, sondern lediglich Fakten aufgeführt. Der Deutsche Presserat entschied im Dezember 2019, der Spiegel habe mit dem Artikel nicht gegen den Pressekodex verstoßen. Dem Artikel lägen keine vorgefasste Absicht mit eindeutig antisemitischen Tendenzen zugrunde.

### Klischees über Italien
Italienische Medien zeigten sich empört, als im Heft 31 (1977) das Titelblatt Urlaubsland Italien – Entführung, Erpressung, Straßenraub einen Teller Spaghetti zusammen mit einem Revolver zeigte. Hingegen relativierte die größte italienische Tageszeitung Corriere della Sera: Der Spiegel habe nur zwei Fehler gemacht: Das Titelbild zeige eine andere Pistole als behauptet und: „Die Spaghetti sind zu weich gekocht.“
Der Umgang der Zeitschrift mit Klischees über Italien wurde 2012 in Zusammenhang mit dem Schiffbruch der Costa Concordia wieder zum Thema, als Spiegel-Online-Kolumnist Jan Fleischhauer in einer Kolumne auf Spiegel Online suggerierte, es sei kein Zufall, dass ein solcher Unfall einem italienischen Schiffsführer passiert sei – im Gegensatz etwa zu einem Deutschen oder Briten.

### Deutscher Presserat zum Titelblatt „Stoppt Putin jetzt!“
Der Deutsche Presserat missbilligte das Titelblatt „Stoppt Putin jetzt!“ vom 27. Juli 2014, weil die darauf gezeigten Opferfotos den Opferschutz verletzen. Außerdem würden sie politisch instrumentalisiert. Der Spiegel berichtete weder über die Missbilligung des Presserats noch über weitere Kritik zu dem Titelblatt und der Titelgeschichte, wie etwa Medienjournalist Stefan Niggemeier monierte.

### Synchronisation von Nachricht und Werbung
In einer Studie der TU Dresden von 2014 wurde die Synchronisation von Nachricht und Werbung untersucht. Ergebnis war, „dass über Unternehmen sowohl im Spiegel als auch im Focus erstens häufiger, zweitens freundlicher, drittens mit mehr Produktnennungen berichtet wird, je mehr Anzeigen diese Unternehmen schalten.“
Im Dezember 2014 veröffentlichte der Spiegel eine Titelgeschichte des Redakteurs Alexander Neubacher mit heftiger Kritik an der Energiewende und neuen Wärmedämmungsauflagen. Diese Titelgeschichte war damals mit Native Advertising des Energiekonzerns DONG Energy verknüpft. Der Medienwissenschaftler Volker Lilienthal, der die Rudolf-Augstein-Stiftungsprofessur für Qualitätsjournalismus an der Universität Hamburg innehat, zeigte sich entsetzt. Wenn zur Kampagne noch die Reklame käme, so Lilienthal, gäbe es eine „Überdosis von Verquickung – und einen erodierenden Journalismus“.
Der Medienjournalist Stefan Niggemeier kritisierte im Dezember 2018, dass das Gesundheitsmagazin Wohl wie ein journalistisches Produkt des Spiegels wirkte, obwohl es eine von einer Agentur erstellte und vom Spiegel herausgegebene werbliche Beilage war, und unkritische werbende Beiträge zum Thema Homöopathie enthielt. Im Mai 2019 wurde die Beilage nach zwei Jahren wieder eingestellt.

### Manipulationsvorwürfe bei der WM 2014
Während der Fußball-Weltmeisterschaft 2014 veröffentlichte der Spiegel den Artikel „Faule Äpfel“ des Redakteurs Rafael Buschmann, dessen zentrale Behauptung es war, dass der verurteilte Spielemanipulator Wilson Raj Perumal Buschmann Stunden vor einem WM-Spiel in einem Facebook-Chat den richtigen Ausgang vorausgesagt habe. Perumal gab an, dass der Chat erst nach dem Spiel stattfand, und veröffentlichte Screenshots des Chats. Im Juli 2019 kam im Rahmen der geplanten Beförderung Buschmanns zum Leiter des Investigativteams erneut Kritik am Artikel auf, weswegen die geplante Beförderung bis zum Abschluss einer internen Untersuchung verschoben wurde. Nach der Bekanntgabe der geplanten Beförderung verließen mit Jürgen Dahlkamp, Gunther Latsch und Jörg Schmitt die übrigen Mitglieder das Investigativteam und wechselten in andere Ressorts. Am 25. September 2019 gab der Spiegel-Verlag bekannt, dass Buschmann auf die Beförderung verzichtet. Buschmann konnte keine Belege für seinen Artikel vorlegen und sagte aus, dass seine Screenshots verloren gegangen seien, als sein Handy in eine Pfütze gefallen sei. Wegen der fehlenden Belege wurde der Artikel aus dem Internet entfernt.

### Berichterstattung über Jürgen Todenhöfer
In der Ausgabe 3/2016 vom 16. Januar 2016 veröffentlichte der Spiegel unter dem Titel Der Märchenonkel einen von Özlem Gezer verfassten Verriss des Buches Inside IS – 10 Tage im „Islamischen Staat“ von Jürgen Todenhöfer. Nachdem dieser anschließend rechtliche Schritte gegen den Artikel einleitete, gab der Spiegel im August 2016 zu allen 14 von ihm als unwahr bezeichneten Stellen Unterlassungserklärungen ab und entfernte den Artikel aus dem Internet.

### Erfundene Inhalte durch den Redakteur Claas Relotius

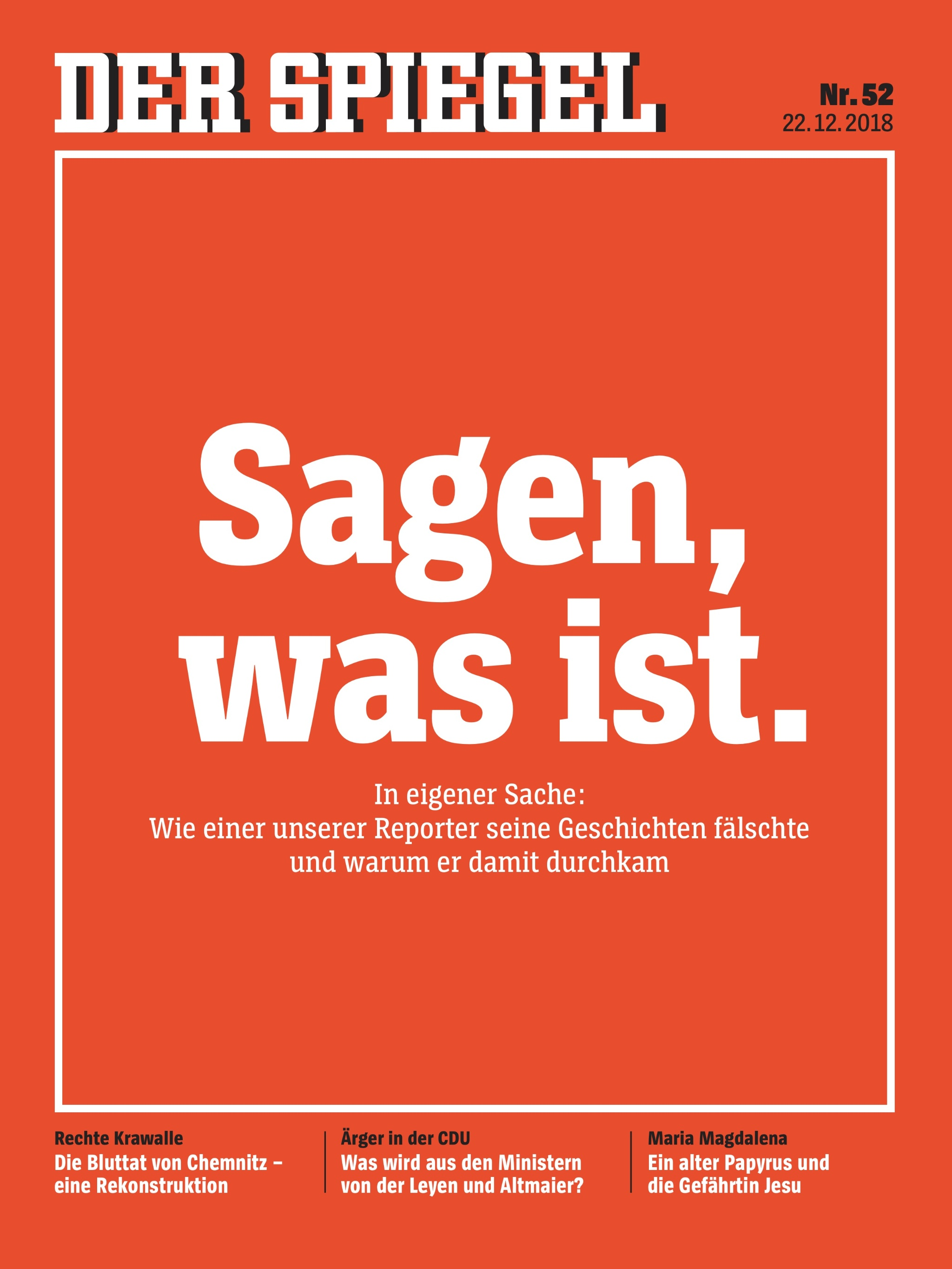
Cover der Nr. 52 im Jahr 2018

Am 19. Dezember 2018 berichtete der Spiegel, dass der langjährige Mitarbeiter Claas Relotius wesentliche Inhalte von Berichten erfunden und dies auch gegenüber Vorgesetzten eingeräumt habe. Hiernach reichte Relotius seine Kündigung ein. Das Blatt sprach von „einem Tiefpunkt in der 70-jährigen Geschichte des Spiegel“ und bat Betroffene, die „mit falschen Zitaten, erfundenen Details ihres Lebens, in erdachten Szenen, an fiktiven Orten oder sonst in falschen Zusammenhängen in Artikeln von Claas Relotius im Spiegel aufgetaucht sein mögen, um Entschuldigung“. Der Fall war vom freien Journalisten Juan Moreno aufgedeckt worden, der bei einer Kooperation mit Relotius auf Unstimmigkeiten aufmerksam geworden war.
Der Verlag kündigte die Berufung einer Kommission an, bestehend aus Brigitte Fehrle, Clemens Höges und Stefan Weigel, die Aufklärung betreiben und das „Versagen der hausinternen Sicherungssysteme überprüfen“ sollte. Die zum 1. Januar 2019 geplante Ernennung von Ullrich Fichtner zum Chefredakteur und Matthias Geyer zum Blattmacher wurde bis zum Abschluss der Untersuchung ausgesetzt. Als Leiter des Gesellschaftsressorts hatten sie die Arbeiten von Relotius betreut. Geyer blieb Leiter des Gesellschaftsressorts, dessen Leitung Relotius am 1. Januar 2019 hätte übernehmen sollen. Am 20. März 2019 teilte der Spiegel-Verlag mit, dass Fichtner nicht Chefredakteur werde und Geyer nicht Blattmacher. Geyer gab außerdem die Leitung des Gesellschaftsressorts ab. Als Reporter und Redakteur für besondere Aufgaben blieben sie aber an die Chefredaktion angebunden. Im Abschlussbericht der Untersuchung wurde ihnen vorgeworfen, sie seien Hinweisen nicht nachgegangen und hätten die Aufklärung verzögert. Am 23. August 2019 wurde bekannt, dass der Spiegel-Verlag Geyer gekündigt und der gegen die Kündigung geklagt hatte. Einen Tag vor dem ersten Verhandlungstag am 27. August 2019 einigten sie sich darauf, dass der Spiegel-Verlag die Kündigung zurückzieht und Geyer einen Aufhebungsvertrag unterschreibt. Im Oktober 2019 wurde das Gesellschaftsressort in Reporterressort umbenannt und die Seiten im Magazin für Redakteure aus anderen Ressorts geöffnet. Neue Ressortleiterin wurde die bisherige stellvertretende Ressortleiterin Özlem Gezer.
Der Fall Claas Relotius wurde von Michael Bully Herbig verfilmt. Die Mediensatire Tausend Zeilen, inspiriert vom Bestseller Tausend Zeilen Lüge (2019) von Juan Moreno, kam am 29. September 2022 in die Kinos.

### Deutscher Presserat zum Psychedelika-Artikel
Im September 2020 rügte der Deutsche Presserat den Spiegel wegen einer mangelnden Trennung von Tätigkeiten nach Ziffer 6 des Pressekodex im Artikel Statt Kaffee lieber eine kleine Dosis LSD. In dem in der Beilage S-Magazin und online veröffentlichten Artikel beschreibt die Autorin zuerst die Vorzüge von Psychedelika und offenbart erst am Ende, dass sie eine Lobby-Plattform für die kommerzielle Nutzung von Psychedelika gegründet hat. Auf diese Doppelfunktion hätte laut dem Presserat an prominenter Stelle hingewiesen werden müssen.

### Erfundener Tod eines Flüchtlingsmädchens
Im Sommer 2022 berichtete der Spiegel in mehreren Artikeln über den angeblichen Tod des syrischen Flüchtlingsmädchens Maria. Das fünf Jahre alte Kind sei als Teil einer Gruppe von Flüchtlingen an der türkisch-griechischen Grenze wiederholt zurückgewiesen worden. Infolgedessen seien zwei Schwestern in der Gruppe von einem Skorpion gestochen worden. Eine der Schwestern, Maria, sei verstorben. Griechische Behörden widersprachen der Darstellung im Spiegel. So habe die betreffende Familie vier statt der vom Spiegel genannten fünf Kinder, keines davon trage den Namen Maria. Die Angaben der Familie bezüglich der Anzahl und Namen ihrer Kinder hatten sich den Recherchen einer Journalistin zufolge als widersprüchlich herausgestellt. Fragen zu Maria sei die Familie ausgewichen, die behaupteten Skorpionstiche des zweiten Mädchens stellten sich als Mückenstiche heraus.
Kritik an der Berichterstattung des Spiegel wurde von diesem und Deutscher Welle als „populistisch“ und Angriff auf die Pressefreiheit gewertet.
Ende 2022 räumte der Spiegel Fehler ein: Ein per WhatsApp verschicktes Bild des angeblich toten Mädchens sei kein Beweis für dessen Tod gewesen. Zudem enthalte es keine Daten, wann und wo es aufgenommen wurde. Auch sei unklar, ob das Mädchen darauf vielleicht nur die Augen geschlossen habe. Manches deute darauf hin, „dass einige der Geflüchteten den Todesfall in ihrer Verzweiflung erfunden haben könnten. Möglicherweise dachten sie, dass sie dann endlich gerettet würden.“ Der Gründer des Branchendienstes Medieninsider, Marvin Schade, kritisierte, dass das Eingeständnis einen Abend vor Silvester veröffentlicht wurde, und äußerte sich „gespannt, welche Konsequenzen der ‚Spiegel‘ daraus ziehen wird. Trotz der ausführlichen Aufarbeitung: das hätte nicht passieren dürfen. Höchste Standards bringen nichts, wenn alle Kontrollmechanismen versagen.“

## Redakteure

### Chefredakteure
- 1. Januar 1947 bis 31. Dezember 1958: Rudolf Augstein
- 1. Januar 1959 bis 31. Dezember 1961: Hans Detlev Becker
- 1. Januar 1962 bis 21. September 1987: Johannes K. Engel
- 1. Januar 1962 bis 31. Dezember 1968: Claus Jacobi
- 15. November 1962 bis 11. Juli 1963: Leo Brawand
- 1. April 1969 bis 31. März 1973: Günter Gaus
- 19. Februar 1973 bis 31. Dezember 1989: Erich Böhme
- 1. Februar 1986 bis 26. Juli 1991: Werner Funk
- 1. Januar 1990 bis 16. Dezember 1994: Hans Werner Kilz
- 9. Juli 1991 bis 31. Oktober 1994: Wolfgang Kaden
- 16. Dezember 1994 bis 5. Februar 2008: Stefan Aust
- 5. Februar 2008 bis 9. April 2013: Georg Mascolo
- 5. Februar 2008 bis 9. April 2013: Mathias Müller von Blumencron
- 1. September 2013 bis 31. Dezember 2014: Wolfgang Büchner
- 13. Januar 2015 bis 15. Oktober 2018: Klaus Brinkbäumer[5]
- 1. Januar 2019 bis 25. Mai 2023: Steffen Klusmann (Vorsitzender)
- 1. Januar 2019 bis 30. April 2021: Barbara Hans
- 16. April 2019 bis 16. Oktober 2023: Clemens Höges[132]
- Seit 25. Mai 2023: Dirk Kurbjuweit[133]

### Redakteure (Auswahl)
| - Melanie Amann - Philip Bethge - Alexandra Berlin - Susanne Beyer - Jörg Blech - Rafaela von Bredow - Felix Dachsel - Jürgen Dahlkamp | - Markus Feldenkirchen - Ullrich Fichtner - Özlem Gezer - Wolfgang Höbel - Susanne Koelbl - Juliane Löffler - Guido Mingels - Martin U. Müller | - Alexander Neubacher - Roland Nelles - Philipp Oehmke - Alexander Osang - Marc Pitzke - René Pfister - Christoph Reuter | - Mathieu von Rohr - Marcel Rosenbach - Britta Sandberg - Fritz Schaap - Jörg Schindler - Alexander Smoltczyk - Olaf Stampf | - Jonathan Stock - Özlem Topçu - Markus Verbeet - Marianne Wellershoff - Wolf Wiedmann-Schmidt - Klaus Wiegrefe |

### Ehemalige Redakteure (Auswahl)
| - Sven Afhüppe - Conrad Ahlers - Wolfram Baentsch - Beat Balzli - Stefan Baron - Dieter Bednarz - Wolfram Bickerich - Nikolaus Blome - Jochen Bölsche - Sebastian Borger - Henryk M. Broder - Peter Brügge - Rafael Buschmann - Thomas Darnstädt - Ulrich Deupmann - Georg Diez - Martin Doerry - Manfred Ertel - Rüdiger Falksohn - Jan Fleischhauer | - Erich Follath - Gisela Friedrichsen - Oliver Gehrs - Matthias Geyer - Hermann L. Gremliza - Bartholomäus Grill - Markus Grill - Jochen-Martin Gutsch - Volker Hage - Hans Halter - Christiane Hoffmann - Jürgen Hogrefe - Thomas Hüetlin - Isabell Hülsen - Olaf Ihlau - Hans-Jürgen Jakobs - Urs Jenny - Mario Kaiser - Hellmuth Karasek | - Sebastian Knauer - Wolfgang Krach - Christian Kracht - Jürgen Leinemann - Hans Leyendecker - Udo Ludwig - Matthias Matussek - Gerhard Mauz - Veit Medick - Fritjof Meyer - Hermann Meyn - Nils Minkmar - Reinhard Mohr - Christian Neef - Jürgen Neffe - Stefan Niggemeier - Hans-Joachim Noack - Norbert F. Pötzl - Claas Relotius | - Richard Rickelmann - Gerd Rosenkranz - Johannes Saltzwedel - Ulrich Schäfer - Marie-Luise Scherer - Jörg Schmitt - Elke Schmitter - Gregor Peter Schmitz - Cordt Schnibben - Hermann Schreiber - Mathias Schreiber - Bruno Schrep - Dieter Schröder - Hajo Schumacher - Harald Schumann - Christoph Schwennicke - Claudius Seidl - Ferdinand Simoneit - Michael Sontheimer | - Sebastian Späth - Gerhard Spörl - Holger Stark - Gabor Steingart - Christoph Sydow - Tiziano Terzani - Thomas Tuma - Moritz von Uslar - Wieland Wagner - Volker Weidermann - Peter Wensierski - Carlos Widmann - Erich Wiedemann - Wilfried Wiegand - Dieter Wild - Stefan Willeke - Willi Winkler - Takis Würger |

## Design

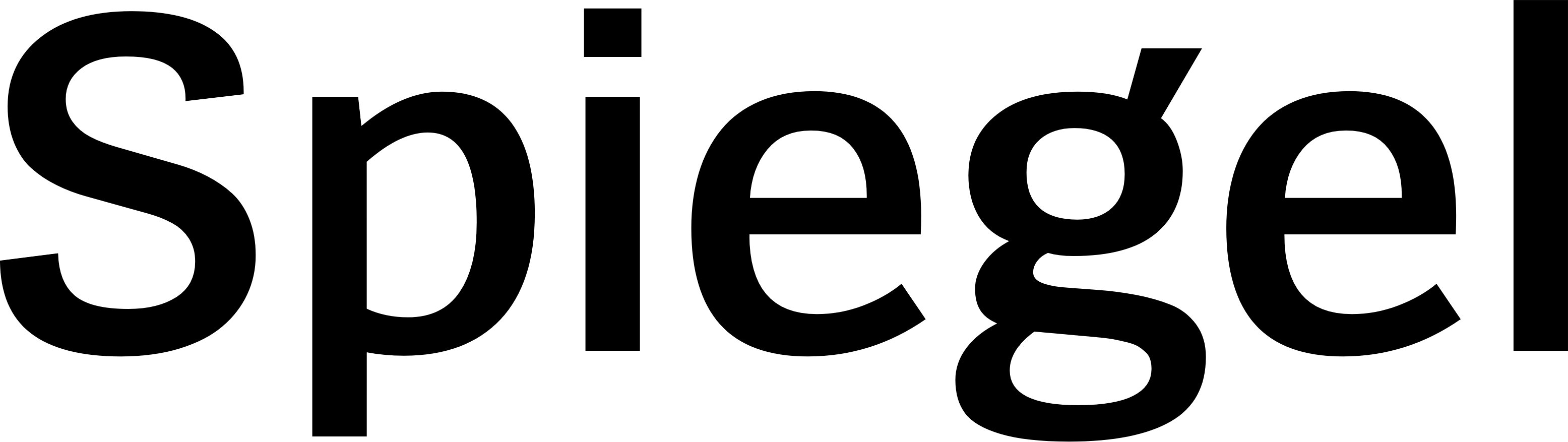
Schriftart SpiegelSansWeb

Die Schriftart „Spiegel“, die speziell von LucasFonts für die Zeitschrift entwickelt worden ist, wird in der gedruckten Version und auch im Internet verwendet.